# Pedro Costa
Pedro Costa (ur. 3 marca 1959 (niektóre źródła podają 30 grudnia 1958) w Lizbonie) – portugalski reżyser, scenarzysta i operator filmowy.

## Życiorys
Urodził się w Lizbonie jako syn dziennikarza, radiowca i reżysera telewizyjnego Luísa Filipe’a Correiy da Costy. Studiował historię na Wydziale Literaturoznawstwa (Faculdade de Letras) Uniwersytetu Lizbońskiego, z nauki jednak zrezygnował.  W zamian ukończył studia filmowe (Escola de Cinema) na lizbońskim Conservatório Nacional.
Swoją pracę filmową rozpoczął jako asystent reżysera Jorge Silvy Melo i João Botelho. W 1987 rozpoczął reżyserię swojego pierwszego filmu krótkometrażowego Cartas a Julia, a wkrótce zaczął kręcić serial dla dzieci dla portugalskiej tvisine. Jego film W pokoju Wandy (No Quarto da Vanda, 2000) zdobył nagrodę France Culture Award dla zagranicznego filmowca roku w 2002 na 55. Festiwalu Filmowym w Cannes.
Filmy Pedra Costy charakteryzują surowość, realizm oraz dbałość o szczegóły. Ich tematyka to przeważnie historie ludzi zmarginalizowanych, ciężko doświadczonych przez los.

## Filmografia

### Reżyser

#### Filmy pełnometrażowe
- 1984: É Tudo Invenção Nossa
- 1989: Krew (O Sangue)
- 1994: Dom z lawy (Casa de Lava)
- 1997: Kości (Ossos)
- 2000: W pokoju Wandy (No Quarto da Vanda)
- 2001: 6 Bagatelas (Video)
- 2001: Cinéma, de notre temps (TV-Folge, Danièle Huillet/Jean-Marie Straub)
- 2001: Gdzie spoczywa twój uśmiech? (Où gît votre sourire enfoui?) – poświęcony duetowi filmowemu Straub-Huillet odcinek telewizyjnej serii dokumentalnej Cinéma, de notre temps
- 2005: Ne change rien
- 2005: Pochód młodości (Juventude Em Marcha)
- 2007: O Estado do Mundo (Beitrag Tarrafal)
- 2007: Memories (Beitrag The Rabbit Hunters)
- 2009: Ne change rien – dokument o francuskiej aktorce i piosenkarce Jeanne Balibar
- 2010: O nosso Homem
- 2014: L’Amour sauvage
- 2014: Koń Forsa (Cavalo Dinheiro)
- 2019: Vitalina Varela

#### Filmy krótkometrażowe
- 6 Bagatelas (2001)
- The End of a Love Affair (2003)
- Ne change rien (2005, zobacz też wyżej wersję pełnometrażową z 2009 roku)
- „Tarrafal” – segment projektu O Estado do Mundo (ang. State of the World, pol. Stan świata, 2007) tworzonego przez sześciu reżyserów
- „The Rabbit Hunters” – segment projektu Memories (2007) tworzonego przez trzech reżyserów: Pedra Costę, Haruna Farockiego i Eugène’a Greena
- O nosso Homem (2010)
- „Sweet Exorcism” – segment projektu Centro Histórico (2012) tworzonego przez czterech reżyserów: Pedra Costę, Manoela de Oliveirę, Víctora Erice'a i Akiego Kaurismäkiego